# فینال لیگ قهرمانان اروپا ۲۰۰۲

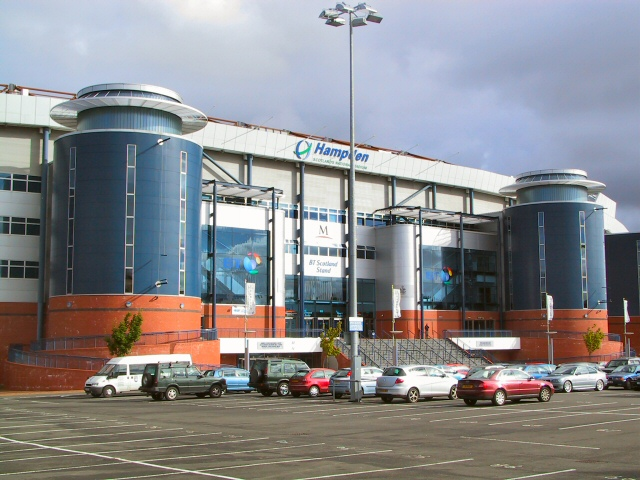
استودیو

فینال لیگ قهرمانان اروپا ۲۰۰۲، رقابت پایانی لیگ قهرمانان اروپا در سال ۲۰۰۲ میلادی است که مابین دو تیم باشگاه فوتبال رئال مادرید و باشگاه فوتبال بایر لورکوزن در ورزشگاه همپدن پارک، گلاسگو برگزار شده است.
این مسابقه که در تاریخ ۱۵ مه ۲۰۰۲ انجام شده است با نتیجه ۲ بر ۱ به سود تیم باشگاه فوتبال رئال مادرید به پایان رسید.